# Fruit (ajedrez)
Fruit es un programa de ajedrez desarrollado por Fabien Letouzey. En la lista de la Asociación Sueca de Ajedrez por Computadora Swedish Chess Computer Association (SSDF) del 24 de noviembre de 2006, la versión 2.2.1 de Fruit tenía una puntuación de 2842. En la lista CEGT del 24 de enero de 2007, la versión 2.2.1. de Fruit tenía una puntuación Elo de 2776.
En el Campeonato del Mundo de Ordenadores de Ajedrez celebrado en Reikiavik en 2005, Fruit obtuvo 8,5 puntos de 11 posibles, concluyendo en segundo lugar tras Zappa. 
Hasta la versión 2.1 (Peach - melocotón ), Fruit era un programa en código abierto. Esta versión 2.1 sigue siendo libre y contribuyó notablemente al desarrollo de los programas de ajedrez en los últimos años. Hay quien sigue trabajando en el antiguo código y ha creado variaciones del Fruit original.

## Especificaciones técnicas de Fruit 2.1
Fruit utiliza el clásico algoritmo Negascout (PVS) de profundidad reiterativa para atravesar el árbol de variantes. 

## Derivados
Toga II es un derivado creado por Thomas Gaksch. Tiene un mayor conocimiento ajedrecístico y quizá un mejor algoritmo de búsqueda. Se basa en Fruit 2.1 y es un programa libre y gratuito.
GambitFruit es otro derivado libre de Fruit 2.1, creado por Ryan Benítez. Juega más agresivamente y conoce más ajedrez. GambitFruit incorpora mejoras de Toga II.